# Akkoord (muziek)
Een akkoord is de samenklank van drie of meer tonen die zodanig samenklinken dat zij voor het muzikale oor samensmelten tot een gestalte. Let wel: een samenklank van twee tonen heet een tweeklank en wordt niet tot de akkoorden gerekend en veelal aangeduid met het overeenkomstige interval. In de lichte muziek is het gebruikelijk om akkoorden voor te stellen met akkoordsymbolen.

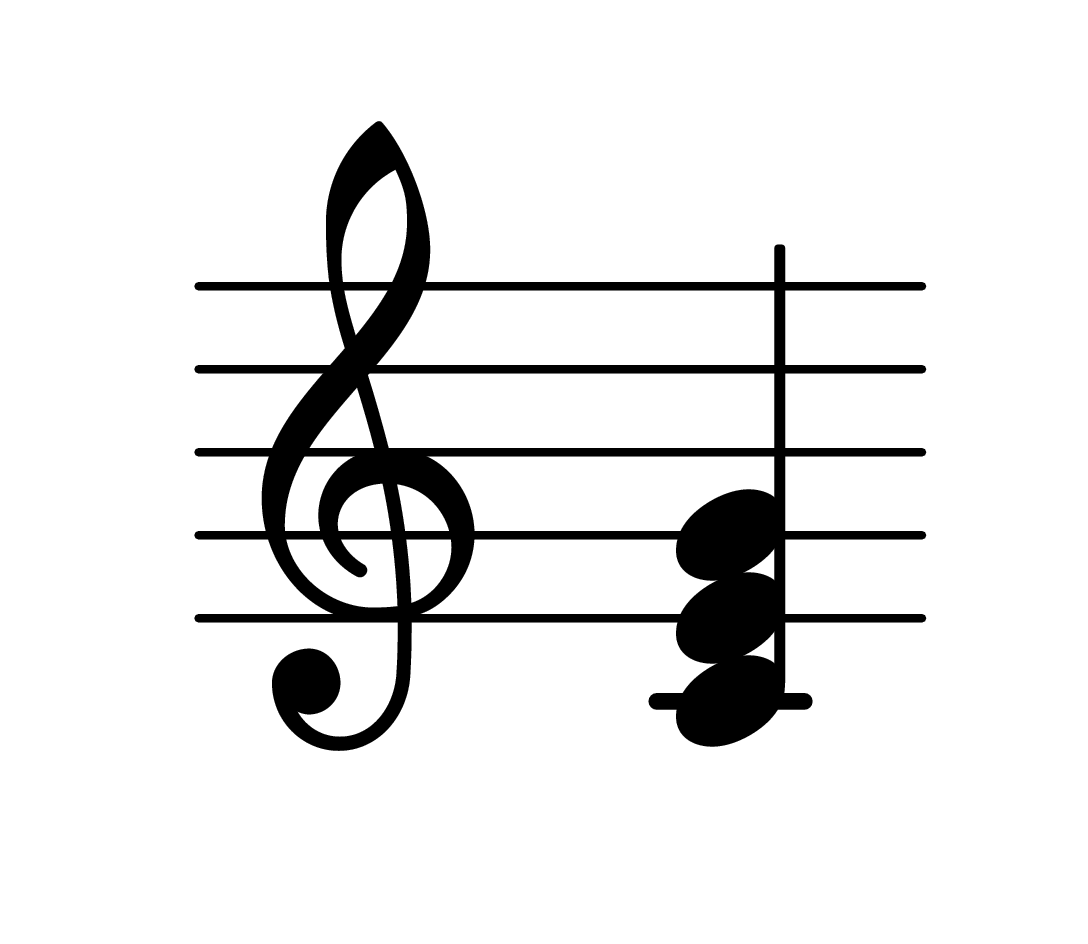
Een C-majeurakkoord

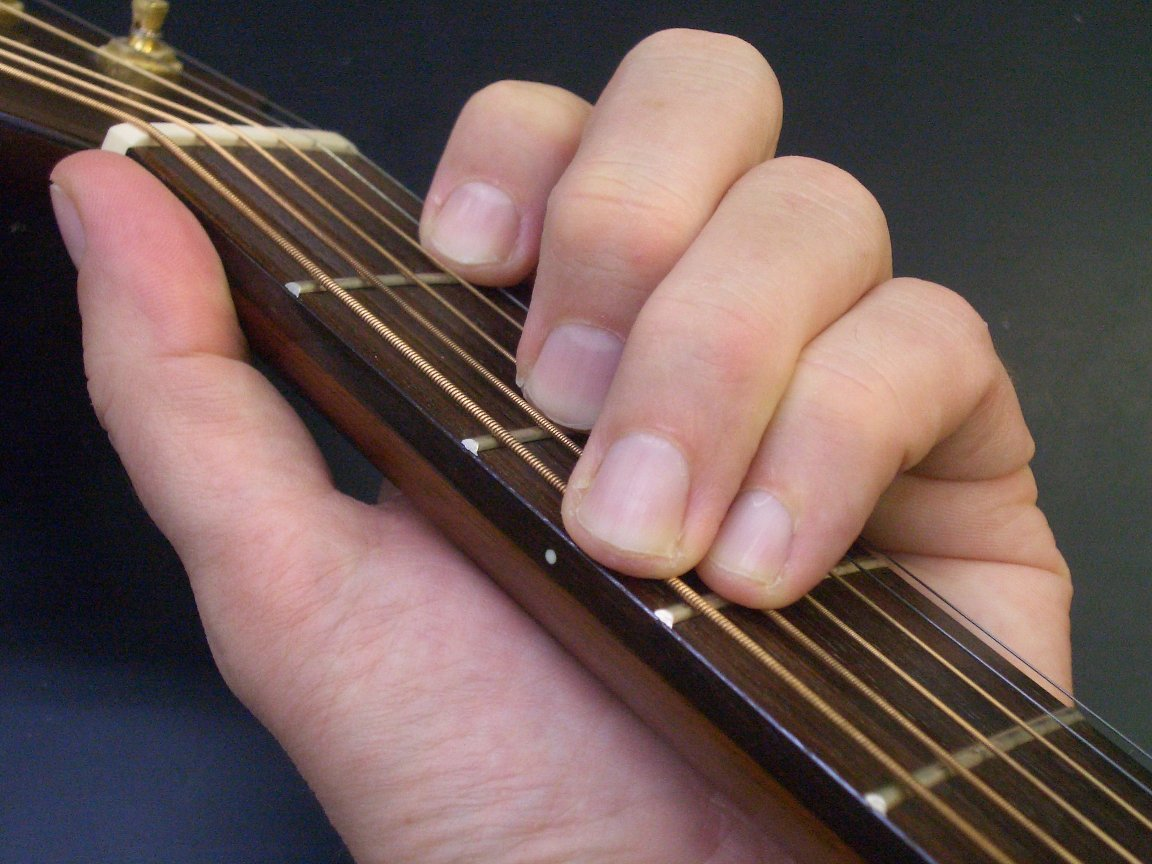
Een C-majeurakkoord met een G in de bas op een akoestische gitaar

## Drieklank
Een drieklank is een akkoord dat bestaat uit drie tonen of eigenlijk een akkoord dat is opgebouwd uit tonen die afgeleid zijn van drie verschillende stamtonen. Dus niet alleen is het akkoord c-e-g een drieklank, maar ook de akkoorden c-e-g-c' en c-e-g-c'-e' zijn drieklanken.
Doorgaans heeft de term drieklank meer specifiek betrekking op akkoorden die bestaan uit een stapeling van twee tertsen. De laagste toon heet de bastoon van de drieklank en de hoogste toon ligt een kwint (of een veelvoud daarvan) boven de bastoon. Overigens kan ook een secunde of een kwart als tussenliggende toon voorkomen ter vervanging van de terts als middelste toon. De meest voorkomende drieklanken zijn van het type:

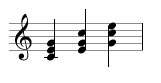
Het C-majeurakkoord en zijn twee omkeringen
In volgorde: grondligging, eerste omkering (sextligging), tweede omkering (kwartsextligging)

| naam                                                                               | opbouw (op basis van grondtoon c)                                                                              | notatie (op basis van grondtoon c)                                                               |
| ---------------------------------------------------------------------------------- | --- | ------------------------------------------------------------------------------------------------ |
| majeur (of: groot)                                                                 | grondtoon + grote terts + reine kwint (c e g, symbool C)                                                       | Het afspelen van audio wordt niet ondersteund in uw browser. U kunt het audiobestand downloaden. |
| mineur (of: klein)                                                                 | grondtoon + kleine terts + reine kwint (c es g, symbool Cm)                                                    | Het afspelen van audio wordt niet ondersteund in uw browser. U kunt het audiobestand downloaden. |
| verminderd                                                                         | grondtoon + kleine terts + verminderde kwint (c es ges, symbool Cdim of C°)                                    | Het afspelen van audio wordt niet ondersteund in uw browser. U kunt het audiobestand downloaden. |
| overmatig (of: plus)                                                               | grondtoon + grote terts + overmatige kwint (c e gis, symbool C+5 of C+)                                        | Het afspelen van audio wordt niet ondersteund in uw browser. U kunt het audiobestand downloaden. |
| hard verminderd                                                                    | grondtoon + grote terts + verminderde kwint (c e ges, symbool C♭5)                                             | Het afspelen van audio wordt niet ondersteund in uw browser. U kunt het audiobestand downloaden. |
| dubbel verminderd                                                                  | grondtoon + verminderde terts + verminderde kwint (c eses ges, geen symbool; enharmonisch gelijk aan: c d fis) | Het afspelen van audio wordt niet ondersteund in uw browser. U kunt het audiobestand downloaden. |
| Drieklanken waarin de middelste toon (de terts) is vervangen door een andere toon: | |                                                                                                  |
| Sus twee                                                                           | grondtoon + grote secunde + reine kwint (c d g, symbool Csus2 of C2)                                           | Het afspelen van audio wordt niet ondersteund in uw browser. U kunt het audiobestand downloaden. |
| Sus vier                                                                           | grondtoon + reine kwart + reine kwint (c f g, symbool Csus4 of C4)                                             | Het afspelen van audio wordt niet ondersteund in uw browser. U kunt het audiobestand downloaden. |

### Omkeringen
Akkoorden kunnen ook omgekeerd worden. Het akkoord c-e-g bijvoorbeeld kan worden omgekeerd tot e-g-c en g-c-e. Het aantal mogelijke omkeringen is altijd een minder dan het aantal noten in het akkoord. Bij akkoorden waarvan de bastoon de grondtoon is, spreekt men van grondligging. De 1e omkering van een akkoord in grondligging heeft als bastoon de op een na laagste toon van het akkoord in grondligging. Analoog voor hogere omkeringen.
Drieklanken van type majeur, mineur, verminderd, overmatig, hardverminderd en dubbel verminderd kunnen in drie verschillende omkeringen voorkomen:
- Grondligging (waarbij de bastoon de grondtoon is)
- 1e omkering, heet eigenlijk terts-sextligging, maar wordt verkort sextligging genoemd (er wordt gerekend vanuit de bastoon, dus een terts en een sext; de bastoon is nu "de terts" van het akkoord)
- 2e omkering, ofwel kwart-sextligging (er wordt gerekend vanuit de bastoon, dus een kwart en een sext: de bastoon is nu "de kwint" van het akkoord)

Omkeringen van sus-drieklanken worden doorgaans niet met een specifieke naam aangeduid. 
- Het sus twee-akkoord (vb: c-d-g) wordt in 1e omkering een kwartakkoord (vb: d-g-c)
- Het sus twee-akkoord (vb: c-d-g) wordt in 2e omkering een sus vier-akkoord (vb: g-c-d)
- Het sus vier-akkoord (vb: c-f-g) wordt in 1e omkering een sus twee-akkoord (vb: f-g-c)
- Het sus vier-akkoord (vb: c-f-g) wordt in 2e omkering een kwartakkoord (vb: g-c-f)

### Liggingen
Naast de omkering kent een akkoord ook een ligging. De tonen van een akkoord kunnen verdeeld voorkomen in diverse octaven. 
Men onderscheidt:
- Nauwe (of enge) ligging: de akkoordtonen liggen dicht bij elkaar (vb: c-e-g)
- Wijde ligging: er kunnen grotere intervallen tussen de akkoordtonen optreden (vb: c-g-e', de afstanden zijn nu geen tertsen meer maar een kwint en een sext)

### Verdubbelingen
Noten kunnen verdubbeld voorkomen in hoger of lager liggende octaven. Een voorbeeld is de drieklank c-e-g-c, waarin de grondtoon c twee keer voorkomt. Bij verdubbelingen wordt doorgaans de terts minder snel verdubbeld ten opzichte van grondtoon of kwint. Dit heeft een akoestische reden: door verdubbeling komt er akoestisch veel nadruk te liggen op de verdubbelde toon, en dit kan de functie van het akkoord minder duidelijk waarneembaar maken. In een drieklank van bijvoorbeeld C-majeur zal men zelden C-E-G-E aantreffen, maar veel frequenter C-C-E-G, of C-G-C-E-G. De terts van de drieklank is doorgaans een kleurende toon, terwijl grondtoon en kwint veeleer de contouren van een akkoord zelf neerzetten: grondtoon en kwint zijn dan ook in de harmonische boventonenreeks nauwer aan elkaar verwant dan de terts, die pas later in de boventonenreeks optreedt.

## Vierklank
Als men nog een terts meer stapelt op een drieklank, ontstaat er een vierklank, een zogenaamd septiemakkoord:
Een septiemakkoord bestaat dus uit een grondtoon + terts + kwint + septiem.
Men onderscheidt onderstaande typen:
| naam                                                                       | opbouw (op basis van grondtoon c) | notatie (op basis van grondtoon c)                                                               |
| -------------------------------------------------------------------------- | --- | ------------------------------------------------------------------------------------------------ |
| dominant-septiem                                                           | grondtoon + grote terts + reine kwint + kleine septiem (c e g bes) (symbool C7)                                                           | Het afspelen van audio wordt niet ondersteund in uw browser. U kunt het audiobestand downloaden. |
| majeur (of: groot) septiem                                                 | grondtoon + grote terts + reine kwint + grote septiem (c e g b) (symbool Cmaj7, CM7 of CΔ)                                                | Het afspelen van audio wordt niet ondersteund in uw browser. U kunt het audiobestand downloaden. |
| mineur (of: klein) septiem                                                 | grondtoon + kleine terts + reine kwint + kleine septiem (c es g bes) (symbool Cm7)                                                        | Het afspelen van audio wordt niet ondersteund in uw browser. U kunt het audiobestand downloaden. |
| mineur-majeur (of: klein groot) septiem (ook wel naamloos akkoord genoemd) | grondtoon + kleine terts + reine kwint + grote septiem (c es g b) (symbool CmMaj7, CmM7, Cminmaj7 of CmΔ)                                 | Het afspelen van audio wordt niet ondersteund in uw browser. U kunt het audiobestand downloaden. |
| halfverminderd septiem                                                     | grondtoon + kleine terts + verminderde kwint + kleine septiem (c es ges bes) (symbool Cm7♭5 of Cø7)                                       | Het afspelen van audio wordt niet ondersteund in uw browser. U kunt het audiobestand downloaden. |
| verminderd septiem (of: dim)                                               | grondtoon + kleine terts + verminderde kwint + verminderde septiem (c es ges beses) (symbool C°7)                                         | Het afspelen van audio wordt niet ondersteund in uw browser. U kunt het audiobestand downloaden. |
| dubbelverminderd septiem                                                   | grondtoon + verminderde terts + verminderde kwint + verminderde septiem (c eses ges beses) (geen symbool want klinkt als omkering van D7) | Het afspelen van audio wordt niet ondersteund in uw browser. U kunt het audiobestand downloaden. |
| hardverminderd septiem                                                     | grondtoon + grote terts + verminderde kwint + kleine septiem (c e ges bes) (symbool C7♭5)                                                 | Het afspelen van audio wordt niet ondersteund in uw browser. U kunt het audiobestand downloaden. |
| overmatig septiem                                                          | grondtoon + grote terts + overmatige kwint + grote septiem (c e gis b) (symbool Cmaj7#5 of CΔ#5)                                          | Het afspelen van audio wordt niet ondersteund in uw browser. U kunt het audiobestand downloaden. |
| overmatig dominant                                                         | grondtoon + grote terts + overmatige kwint + kleine septiem (c e gis bes) (symbool C+7)                                                   | Het afspelen van audio wordt niet ondersteund in uw browser. U kunt het audiobestand downloaden. |

Van deze septiemakkoorden wordt vooral het dominant septiemakkoord veel gebruikt in vrijwel alle muziek na ca. 1700.
Het verminderd septiemakkoord wordt veelvuldig in klassieke muziek gebruikt, en gaat dan (in de eerste omkering) het dominant septiemakkoord (in grondligging) een kleine secunde hoger vooraf. (in C-majeur: as-c-es-fis gevolgd door g-b-d-f.)
De overmatige terts komt in de harmonieleer niet voor; het is een exotisch melodisch interval, dat in Aziatische muziek af en toe wordt gebruikt.
In de jazzmuziek is het gebruikelijk om een melodie te harmoniseren met septiemakkoorden. Nog meer tertsen kan ook (zie onder), al is het gebruik hiervan een stuk minder algemeen. Een terts boven op een dominantseptiemakkoord levert een respectievelijk klein en groot none-akkoord. Zo kan men doorstapelen en er ontstaan '11' en '13' -akkoorden. Verdergaan dan 13 is zinloos, omdat 15 en 17 enharmonisch gelijk zijn aan respectievelijk de grondtoon en de terts.

### Omkering van vierklanken
Men onderscheidt 3 omkeringen:
- De grondligging, bestaande uit de grondtoon, de terts, de kwint, de septiem (vb: c-e-g-b)
- 1e omkering, bestaande uit de terts, de kwint, de septiem, de grondtoon (vb: e-g-b-c). Deze omkering noemt men ook wel de kwint-sextligging, vanwege de afstand tussen onderste en bovenste akkoordtoon (vb. e-c)
- 2e omkering, bestaande uit de kwint, de septiem, de grondtoon, de terts (vb: g-b-c-e). Deze omkering noemt men ook wel de tertskwartligging, vanwege de twee intervallen op de onderste akkoordtoon (vb g-b = terts, g-c = kwart)
- 3e omkering, bestaande uit de septiem, de grondtoon, de terts, de kwint (vb: b-c-e-g). Deze omkering noemt men ook wel de secundeligging, vanwege de karakteristieke secunde onder in het akkoord (vb: b-c)

### Ligging van vierklanken
Net als bij drieklanken komen ook vierklanken in diverse liggingen voor, zowel nauw als wijd.

### Verdubbelingen
Net als bij drieklanken kunnen ook tonen van een vierklank verdubbeld worden.

## Jazzakkoorden
Naast de standaard drieklanken en vierklanken treft men in jazzakkoorden ook vijf- en meerklanken aan. Deze ontstaan door nog meer tertsen op een akkoord te stapelen.
Zo kan men een noneakkoord (een 9-akkoord) maken door op een septiemakkoord een extra terts te plaatsen. De extra tonen in een akkoord worden aangeduid door cijfersymbolen (7,9,11,13) aan het akkoordsymbool toe te voegen.
Deze toevoegingen worden vaak aangetroffen in de hogere (melodie-)tonen, en minder vaak in bastonen. Wel kunnen deze toegevoegde tonen ook in diverse afwijkende liggingen en omkeringen optreden. Soms wordt bij toevoegingen de kwint weggelaten, zonder dat de functie van het akkoord wordt aangetast. Soms wordt ook de grondtoon zelf weggelaten.

### Voorbeelden van toevoegingen
- c-e-g-b-d (Cmaj7/9)
- c-e-g-bes-des (C7/-9)
- c-e-g-b-dis-fis (Cmaj7/+9/+11)
- e-g-bes-d (C7/9 zonder grondtoon, ook Em/-5/7)
- c-bes-d-fis (C7/9/+11 (no 5))

### Kleuring
Behalve stapelen van tertsen (het uitgangspunt in de opbouw van reguliere harmonische akkoorden) kan men akkoorden ook 'kleuren' met extra noten.
Als aan een C-akkoord een a wordt toegevoegd ontstaat een C6-akkoord (de a is de zesde noot van de toonladder van C-groot). Dit akkoord wordt in klassieke muziek ook wel de Sixte ajoutée genoemd. De 6e toon wordt immers toegevoegd (ajouter = toevoegen). Men kan dit akkoord ook zien als een septiemakkoord in de eerste omkering (vb: c-e-g-a (C6) is ook de 1e omkering van a-c-e-g (Am7) ).
Ongebruikelijke akkoorden kunnen uit kwarten zijn opgebouwd (1, 4, 7), maar indien er meer dan twee kwarten worden opgestapeld, dan is het akkoord te herleiden tot een (al dan niet volledig) akkoord, dat uit tertsen is opgebouwd (bijvoorbeeld: c-f-b-e-a = f-a-c-e met een extra b als toegevoegde kleurtoon).
In de jazzmuziek worden zulke kleurende toevoegingen aan akkoorden (drieklanken) ook wel akkoordalteraties genoemd. Een C7/9/+11 akkoord bevat bijvoorbeeld de tonen: c-e-g-bes-d-fis. De bes (=kleine septime, 7), d (=grote none, 9) en fis (=verhoogde undecime, +11) zijn toegevoegd aan de basisdrieklank van C-majeur (c-e-g). Overigens wordt in de praktijk de kwint, wanneer deze rein is, meestal niet gespeeld, omdat deze de 'kleur' van het akkoord niet wezenlijk verandert.

## Gehoor
Er zijn grenzen aan de ligging van een akkoord: indien het uitsluitend uit zeer lage of zeer hoge tonen bestaat, dan herkent het menselijk gehoor het niet als akkoord. De oorzaak bij lage tonen is interferentie: de tertsen gaan 'brommen'. Bij zeer hoge tonen is het oor niet meer in staat om verschillen in frequenties secuur waar te nemen, doordat de intervallen zeer dicht tegen elkaar liggen. Zie wat dit betreft ook de principes van de harmonische boventoonreeks: hoe verder boventonen in de reeks, hoe dichter ze op elkaar komen.

## Gebroken akkoord
De tonen van een akkoord kunnen behalve tegelijk ook direct na elkaar klinken (melodisch in plaats van harmonisch). Dit wordt een gebroken akkoord of arpeggio genoemd. Bij drieklanken spreekt men dan van een gebroken drieklank. Worden na elkaar de eerste, derde, vijfde en achtste toon gespeeld, dus een drieklank plus het octaaf van de grondtoon, dan spreekt men van een lang gebroken drieklank. Langgebroken akkoorden kunnen ook meer dan een octaaf omspannen en van hoog naar laag voorkomen.
In veel muziek komen gebroken akkoorden regelmatig voor in zowel begeleidingsfiguren (zie Albertijnse bas) als virtuoze passages.
Brekingen van drieklanken kennen vele gestalten, zoals kortgebroken, langgebroken, zigzagbewegingen, en allerhande varianten van op- en neergaande bewegingen.

Voorbeeld van een C7 in vrije, gevarieerde akkoordbreking: 